# Europese Bankenfederatie
De Europese Bankenfederatie (Engels: European Banking Federation), afgekort EBF, of in het Frans FBE), opgericht in 1960, is de vertegenwoordiger van de Europese banksector bij alle Europese en internationale instellingen. In totaal 32 nationale bankenverenigingen zijn aangesloten (in EU + EVA-landen), die op hun beurt 4500 banken vertegenwoordigen, met ongeveer 2,3 miljoen werknemers.
De EBF treedt op als een forum waar initiatieven van de leden worden voorgesteld en besproken, en is tevens gesprekspartner van de Europese instellingen (met name de Europese Bankautoriteit (EBA) en de Europese Centrale Bank (ECB)) op het stuk van banken- en financiële regelgeving, met als doel de ervaringen en standpunten van de banken in te brengen bij het tot stand komen van het beleid. Ook buiten de Europese Unie voert de EBF overleg met financiële instellingen.
De European Banking Federation is voorstander van een eengemaakte markt voor financiële diensten, en steunt als lid van het European Services Forum ook de vrijmaking van de dienstenmarkt op wereldvlak.
Tot ongeveer 1970 was de Europese integratie er vooral een van goederenmarkten. Maar sedertdien is de Europese regelgeving in toenemende mate ook van toepassing op de dienstensector.

## Bestuur
De federatie wordt geleid door de Nederlander Wim Mijs (NVB - Dutch Banking Association), die per 1 september 2014 de Belg Guido Ravoet (Febelfin) opvolgde als Chief Executive Officer.
Het Uitvoerend Comité wordt geleid door de Italiaan Giovanni Sabatini, Managing Director van de Italiaanse bankenvereniging. Voorzitter van de Raad van Bestuur is sinds juli 2019 Jean Pierre Mustier, (CEO van UniCredit ).

## Leden
De EBF telde begin 2015 32 leden:
- België - Febelfin
- Bulgarije - Association of Banks in Bulgaria
- Kroatië - Croatian Banking Association
- Cyprus - Association of Cyprus Commercial Banks
- Denemarken - The Danish Bankers' Association Finansrådet
- Duitsland - Bundesverband deutscher Banken
- Estland - The Estonian Banking Association
- Finland - The Federation of Finnish Financial Services
- Frankrijk - French Banking Federation
- Griekenland - The Hellenic Bank Association
- Hongarije - The Hungarian Banking Association
- Ierland - Irish Banking Federation
- IJsland - Icelandic Financial Services Association
- Italië - Italian Banking Association
- Letland - Association of Latvian Commercial Banks
- Liechtenstein - Liechtenstein Bankers Association
- Litouwen - Association of Lithuanian Banks
- Luxemburg - The Luxembourg Bankers' Association
- Malta - Malta Bankers' Association
- Nederland - Nederlandse Vereniging van Banken
- Noorwegen - Finance Norway - FNO
- Oostenrijk - The Austrian Bankers' Association
- Polen - Polish Bank Association
- Portugal - Portuguese Banking Association
- Roemenië - Romanian Banking Association
- Slowakije - Slovak Banking Association
- Slovenië - The Bank Association of Slovenia
- Spanje - The Spanish Banking Association
- Tsjechië - Czech Banking Association
- Verenigd Koninkrijk - British Bankers' Association
- Zweden - The Swedish Bankers' Association
- Zwitserland - Swiss Bankers Association

Naast de gewone leden zijn nog een aantal bankverenigingen uit Oost-Europa en Rusland aangesloten als geassocieerde leden.